# Sandra Erlingsdóttir
Sandra Erlingsdóttir (født 27. juni 1998 i Reykjavík, Island) er en kvindelig islandsk håndboldspiller, der spiller for TuS Metzingen og Islands kvindehåndboldlandshold.
Hun skiftede i sommeren 2020 til danske EH Aalborg fra islandske Valur. Efter 2 år tog hun videre til tysk håndbold og TuS Metzingen.

## Meritter

### Valur
- Úrvalsdeild kvenna:
  - Vinder (1): 2019
- Islandske pokalturnering:
  - Vinder (1): 2019

## Privatliv
Hun danner privat par sammen med Ribe-Esbjerg HH-spilleren Daníel Þór Ingason. Begge hendes forældre, Erlingur Richardsson og Vigdís Sigurðardóttir, var også håndboldspillere.